# Internationale Liga gegen Epilepsie
Die Internationale Liga gegen Epilepsie, englisch International League Against Epilepsy (ILAE) ist eine internationale medizinische Fachgesellschaft zur Bekämpfung der Epilepsie. Sie wurde 1909 in Budapest mit zunächst 10 nationalen Sektionen (Algerien, Deutschland, England, Frankreich, Holland, Italien, Österreich, Russland, Ungarn und USA) gegründet. Inzwischen gehören ihr 114 nationale Fachgesellschaften an. Deutschsprachige Sektionen der ILAE sind die Deutsche Gesellschaft für Epileptologie, die Österreichische Gesellschaft für Epileptologie und die Schweizerische Epilepsie-Liga.

## Mitgliedschaft
Die Mitgliedschaft in der ILAE erfordert die Mitgliedschaft in einer nationalen Sektion bzw. Fachgesellschaft. Im deutschsprachigen Raum sind dies die Deutsche Gesellschaft für Epileptologie, die Österreichische Gesellschaft für Epileptologie und die Schweizerische Epilepsie-Liga.

## Tätigkeiten und Ziele
Zweck der Gesellschaft ist sicherzustellen, dass Gesundheitspersonal, Patienten, Regierungen und die weltweite Öffentlichkeit die erforderlichen Bildungs- und Forschungsmittel haben, Menschen mit Epilepsie zu verstehen, zu diagnostizieren und zu behandeln. Ihre Ziele sind das Wissen über Epilepsie zu befördern und zu verbreiten, Forschung, Ausbildung und Schulung zu fördern und die Versorgung der Patienten insbesondere durch Vorsorge, Diagnostik und Behandlung zu verbessern.
Neben dem Vorstand der ILAE gibt es 6 regionale Kommissionen, die sich um die für die entsprechenden Regionen spezifischen Fragen kümmern und regionale Kongresse organisieren (siehe unten). Die Mitglieder der regionalen Kommissionen werden von den zur jeweiligen Region zählenden nationalen Sektionen bzw. Fachgesellschaften ebenso wie der ILAE-Vorstand jeweils für eine Amtsdauer von 4 Jahren (aktuell; 2017–2021) gewählt.

## Kongresse
Nach der Gründung fanden bis 1946, auch bedingt durch die beiden Weltkriege, zunächst nur fünf internationale Treffen der ILAE statt. Seitdem wurden regelmäßige Tagungen organisiert, sowohl auf internationaler als auch regionaler Ebene.
Seit 1981 veranstaltet die ILAE gemeinsam mit dem Internationalen Büro für Epilepsie (International Bureau for Epilepsy; IBE) zunächst jährlich und seit 1983 alle zwei Jahre den Internationalen Epilepsiekongress (International Epilepsy Congress, IEC). Der 32. IEC fand vom 2. bis 6. September 2017 in Barcelona statt, der 33. wird vom 22. bis 26. Juni 2019 in Bangkok abgehalten.
So findet seit 1994 in Europa alle zwei Jahre ein von der Commission on European Affairs der ILAE in Kooperation mit dem IBE veranstalteter Europäischer Epilepsiekongress statt, der 12. 2016 in Prag, der 13. vom 26. bis 30. August 2018 in Wien und der 14. 2020 in Genf.

## Auszeichnungen
Verschiedene Auszeichnungen der ILAE werden alle zwei Jahre im Rahmen des Internationalen Epilepsie-Kongresses vergeben. Daneben wird jedes Jahr ein Preis für einen Beitrag der Zeitschrift Epilepsia vergeben.

### Lifetime Achievement Award
Der Lifetime Achievement Award ‚Lebens-Leistungs-Auszeichnung‘ ist die höchste Ehrung, die alle zwei Jahre vom gemeinsamen Exekutiv-Komitee der ILAE und des International Bureau for Epilepsy (IBE) vergeben. Geehrt werden außergewöhnliche Persönlichkeiten mit einer nachweislichen Leistung in der Arbeit gegen Epilepsie. Auserwählte Personen werden mit zwei silbernen Kerzenhaltern mit Gravuren der Logos von ILAE und IBE, dem Namen der Auszeichnung und dem Preisträger geehrt.
Bisherige Preisträger sind:
- 2023 Solomon L. Moshé, USA; Peter Wolf, Dänemark
- 2021 Shichuo Li, China
- 2019  W. Allan Hauser, USA
- 2017 Charlotte Dravet, Frankreich
- 2015 Frederick Andermann, Kanada
- 2013 Juhn A. Wada, Kanada
- 2011 Jerome („Pete“) Engel Jr, USA;
- 2009 Jean Aicardi, Frankreich, (1926–2015); Hanneke M. de Boer, Niederlande (1946–2015)
- 2007 keine Vergabe
- 2005 keine Vergabe
- 2003 keine Vergabe
- 2001 Kalyanasundaram Subra Mani, Indien (1928–2001); Harry Meinardi, Niederlande (1932–2013)
- 1999 Ellen Grass, USA (1914–2001); Dieter Janz, Deutschland (1920–2016)
- 1997 George S. Burden, England (1911–1999)
- 1995 Johannes (Joop) N. Loeber, Niederlande (1928–1998)

### Ambassador for Epilepsy Award
Der Ambassador for Epilepsy Award ‚Botschafter für Epilepsie Auszeichnung‘ dient der Anerkennung für herausragende internationale Beiträge zur Klärung der Ursache von Epilepsie. Er wird ebenfalls alle zwei Jahre während des internationalen Epilepsie Kongresses verliehen.
Bisherige Preisträger sind:
- 2019  Amza Ali (Jamaika), Sandor Beniczky (Dänemark), Carol Camfield (Kanada), Peter Camfield (Kanada), John Dunne (Australien), Sheryl Haut (USA), Matthias Koepp (England), Marco Medina (Honduras), Janet Mifsud (Malta), Osman Miyanji (Kenia), Tatsuya Tanaka (Japan), Sanjeev Thomas (Indien)
- 2017 Michel Baulac (Frankreich), Giuseppe Capovilla (Italien), Nathalie Jetté (Kanada); Jaideep Kapur (USA), Astrid Nehlig (Frankreich), Terence OʼBrien (Australien), Makiko Osawa (Japan), Galo Pesántez Cuesta (Ecuador), Ivan Rektor (Tschechische Republik), Parthasarathy Satishchandra (Indien), Eugen Trinka (Österreich), Sameer Zuberi (England)
- 2015 Edward Bertram III (USA), Ingmar Blümcke (Deutschland), Roberto Caraballo (Argentinien), Denise Chapman (Australien), Aristea Galanopoulou (Griechenland / USA), Jean Gotman (Kanada), Michael Kerr (England), Steve White (USA), Philippe Ryvlin (Frankreich / Schweiz), Dennis D. Spencer (USA), Frank Vajda (Australien), Elza Marcia Yacubian (Brasilien)
- 2013 Gretchen Birbeck (USA), Alla Guekht (Russland), Dale Hesdorffer (USA), Sunao Kaneko (Japan), Byung-In Lee (Süd-Korea), Lin Min Li (Brasilien), Daniel Lowenstein (USA). Gary Mathern (USA), Gay Mitchell (Irland), Jorge Rodriguez (USA), Ingrid Scheffer (Australien), Matthew Walker (England)
- 2011 Susan Axelrod (USA), Hasan Aziz (Pakistan), Lionel Carmant (Kanada), Jaime Fandiño (Kolumbien), Andrés Kanner (USA), Wieping Liao (China),[5] (Deutschland), Eli Mizrahi (USA), Rosemary Panelli (Australien), Asla Pitkänen (Finnland), Steven C. Schachter (USA), Walter van Emde Boas (Niederlande)
- 2009 Ettore Beghi (Italien), Anne Berg (USA), Warren Blume (Kanada), Carol D’Souza (Indien), Norman Delanty (Irland), Jacqueline French (USA), Shunglon Lai (Taiwan), Shichuo Li (China), Lilia Nuñez (Mexiko), Çiğdem Özkara (Türkei), Ernest Somerville (Australien), William Theodore (USA)
- 2007 Eva Andermann (Kanada), Alexis Arzimanoglou (Frankreich), Helen Cross (England), Yukio Fukuyama (Japan), Pierre Genton (Frankreich), Gregory L. Holmes (USA), Reetta Kälviäinen (Finnland), Shih Hui Lim (Singapur), Fernando H. Lopes da Silva (Niederlande), Man Mohan Mehndiratta (Indien), Tomás Mesa (Chile), Paolo Tinuper (Italien)
- 2005 Elinor Ben-Menachem (Schweden), Samuel F. Berkovic (Australien), John Bowis (England), J. Costa da Costa (Brasilien), John S. Duncan (England), Christian E. Elger (Deutschland), Eric R. Hargis (USA), Istvan Mody (USA), Hilary Mounfield (England), Amel Mrabet (Tunesien), Perrine Plouin (Frankreich), Chong-Tin Tan (Malaysia)
- 2003 Athanasios Covanis (Griechenland), Zenebe Gedlie Damtie (Äthiopien), Dragoslav Ercegovac (Serbien), Mike Glynn (Irland), Renzo Guerrini (Italien), Marshal Mo-Song His (Taiwan), Vladimir Komárek (Tschechische Republik), Günter Krämer (Deutschland / Schweiz), Susanne Lund (Schweden), Jeffrey L. Noebels (USA), Claude Wasterlain (USA)
- 2001 Carlos E. Acevedo (Chile), V. Elving Anderson (USA), Meir Bialer (Israel), John E. Chaplin (England / Schweden), Amadou Gallo Diop (Senegal), Robert („Bob“) Fisher (USA), Satish Jain (Indien), Philip Lee (England), Hans O. Lüders (USA), Jing-Jane Tsai (Taiwan), Federico Vigevano (Italien)
- 1999 Cosimo Ajmone-Marsan (USA), Gus A. Baker (England), Stephen W. Brown (England), Esper A. Cavalheiro (Brasilien), Peter Halász (Ungarn), Michael D. Hills (Neuseeland), Ann Jacoby (England), Pierre Jallon (Frankreich), Eva H. Johnson (Norwegen), Martha J. Morrell (USA), Solomon L. („Nico“) Moshé (USA), Shunsuke Ohtahara (Japan), Leonid L. Prilipko (Schweiz), Philip A. Schwartzkroin (USA), Hermann Stefan (Deutschland), Torbjörn Tomson (Schweden), Steven D. Walker (USA)
- 1997 Catherin Bugler (England), Greti Haldemann (Schweiz), Louise Jilek-Aall (Kanada), Christoph Pachlatko (Schweiz), Emilio Perucca (Italien), Maria Popovic (Serbien), Heinz-Gregor Wieser (Schweiz)
- 1995 Agostino Baruzzi (Italien), Gertrud Beck-Mannagetta (Deutschland), Eddie Bharucha (Indien), Martin Brodie (Schottland), Joyce A. Cramer (USA), Nelly Dekker (Kenia), Siebe Dijkgraaf (Niederlande), Natalio Fejerman (Argentinien), Leena Hyvärinen (Finnland), José Keating (Portugal), Pavel Mareš (Tschechische Republik), John P. Mumford (England), Robert Naquet (Frankreich), Sandra Parks-Trusz (USA), Timothy A. Pedley (USA), Marijke de Puit (Niederlande), Igor Ravnik (Slowenien), Jim Troxell (USA), Susan Usiskin (England)
- 1993 Marc Beaussart (Frankreich), David Chadwick (England), Judy Cochrane (Schottland), Olivier Dulac (Frankreich), Johan Falk-Pedersen (Norwegen), Peter Fenwick (England), Uwe Heinemann (Deutschland), Richard Holmes (Irland), Josemir („Ley“) W. A. S. Sander (England), Nancy Santilli (USA), Nimal Senanayake (Sri Lanka), Matti Sillanpää (Finnland), Michael R. Trimble (England)
- 1991 Albert („Bert“) P. Aldenkamp (Niederlande), Paulo R. M. de Bittencourt (Brasilien), Peter F. Bladin (Australien), Bernardo Dalla Bernardina (Italien), Carl B. Dodrill (USA), Jerome („Pete“) Engel Jr (USA), Allan W. Hauser (USA), Olaf Henriksen (Norwegen), Victoria Lieb-Jückstock (Deutschland), Yngve Løyning (Norwegen), Vinod S. Saxena (Indien), Pamela J. Thompson (England)
- 1989 Frederick Andermann (Kanada), Charlotte Dravet (Frankreich), Ben Hamida (Tunesien), Bonnie Kessler (USA), René H. Levy (USA), Manjula C. Maheshwari (Indien), Richard H. Mattson (USA), Robert J. Mittan (USA), Jolyon Oxley (England), André Perret (Frankreich), Rupprecht Thorbecke (Deutschland)
- 1987 Tim(othy) A. Betts (England), Hanneke M. de Boer (Niederlande), Hans Dengler (Schweiz), Ray Kerr (Neuseeland), Harvey J. Kupferberg (USA), John Laidlaw (England), Pierre Loiseau (Frankreich), Judith Manelis (Israel), Carlos Medina-Malo (Kolumbien), Brian Meldrum (England), Claudio Munari (Italien), Simon Shorvon (England)
- 1985 Alec Aspinall (England), Colin D. Binnie (England), James J. Cereghino (USA), Robert W. P. Gourley (Australien), Lennart Gram (Dänemark), William M. McLin (USA), Bruce Schoenberg (USA), Masakazu Seino (Japan)
- 1983 Giuliano Avanzini (Italien), Harold E. Booker (USA), Matti V. Iivanainen (Finnland), Niall V. O’Donohoe (Irland), Benjamin O. Osuntokun (Nigeria), Dieter Schmidt (Deutschland), Arthur E. H. Sonnen (Niederlande)
- 1982 Svein I. Johannessen (Norwegen), Joan Kent (Kanada), Elio Lugaresi (Italien), Charles E. Pippenger (USA), Roger J. Porter (USA), Peter Wolf (Deutschland)
- 1981 Nyrma Hernandez (USA), Cesare T. Lombroso (USA), Jacob W. A. Meijer (Niederlande), Heinz Penin (Deutschland), Marcus Turner (Argentinien), Robert Urich (USA), Juhn A. Wada (Kanada)
- 1980 Harou Akimoto (Japan), Jean Bancaud (Frankreich), Reginald Beasly (England), Robert Gumnit (USA), Erik Kiørboe (Dänemark), Johannes (Joop) N. Loeber (Niederlande), Joseph Roger (Frankreich), Donald B. Tower (USA)
- 1979 James A. Autry (USA), Nelly Chiofalo (Chile), Mogens Dam (Dänemark), Winifred Dawson (England), Ansgar Matthes (Deutschland), Paolo L. Morselli (Frankreich), Theodore B. Rasmussen (Kanada), Edward („Ted“) H. Reynolds (England), Ernst A. Rodin (USA), Carlo Alberto Tassinari (Italien)
- 1978 Jean Aicardi (Frankreich), Dora Bethencourt da Silva (Portugal), Francesco Castellano (Italien), Fritz („Fred“) E. Dreifuss (USA), Richard H. Gibbs (Schweiz), Maria de Lourdes-Levy (Portugal), Patsy McCall (USA), J. Preston Robb (Kanada), Manuel Velasco-Suarez (Mexiko), Toyijo Wada (Japan)
- 1977 Margreet Brandsteder (Niederlande), Raffaele Canger (Italien), Raimo Lehtovaara (Finnland), Ann Scherer (USA)
- 1976 Liana C. Bolis (Schweiz), Bent Johansen (Dänemark), Jack Lyons (Irland), Jerzy Majkowski (Polen), Richard L. Masland (USA), Karol Matulay (Tschechoslowakei), Alan Richens (England), Renato F. Ruberti (Kenia), Zdenĕk Servít (Tschechoslowakei), Arthur A. Ward Jr (USA), Janusz J. Zieliński (Polen)
- 1975 Brian Bower (England), Lammert („Bert“) Harmen Brulleman (Niederlande), Hermann Doose (Deutschland), Rudolf Dreyer (Deutschland), Heinfried Helmchen (Deutschland), John G. Kirker (Irland), Kalyanasundaram Subra Mani (Indien), Francisco Rubio-Donnadieu (Mexiko), Marie-Luise Schikarski (Deutschland), Gilbert C. van Wessem (Italien)
- 1974 C. Chapelin (Frankreich), Richard Grant (England), Jan Seyffert (Niederlande), Lucien Sorel (Belgien), Millie Tits (Belgien)
- 1973 Frank Burroughs (Australien), Anna Generalis (Griechenland), Michael O. Jones (England), Stewart Miller (Schottland), Luis Oller-Daurella (Spanien), Fred Plum (USA), Lenna-Belle Robinson (Korea), José Vila-Bado (Spanien), Kang Woo-Sik (Korea)
- 1972 Edward Brett (England), Rudolf Hess (Schweiz), Peter M. Jeavons (England), Abraham Mosovich (Argentinien), Maurice J. Parsonage (England), James Kiffin Penry (USA), Madison Thomas (USA)
- 1971 Johan (Jan) Henri Bruens (Niederlande), Sylvia Burden (England), George F. Henriksen (Norwegen), Harry Meinardi (Niederlande), A. Earl Walker (USA)
- 1969 Louis D. Boshes (USA), Valentine Chapman (Neuseeland), J. Romanes Davidson (Schottland), Hon Mrs Ruby Florence Hutchison (Australien), Dieter Janz (Deutschland), Margaret Lennox-Buchthal (Dänemark), Otto Magnus (Niederlande), Desmond A. Pond (England)
- 1968 Amparo Arcaya (Chile), George S. Burden (England), Titus O. Dada (Nigeria), David D. Daly (USA), Irene Gardiner (England), Henri Gastaut (Frankreich), Ellen H. Grass (USA), Christina Kilgour (Schottland), Hans Heinrich Landolt (Schweiz), Albert M. Lorentz de Haas (Niederlande), Francis L. McNaughton (Kanada), Karl-Axel Melin (Schweden), Jerome K. Merlis (USA)

### Michael-Preis
Der von der Stiftung Michael vergebene Michael-Preis wurde ursprünglich ausgelobt, um Epilepsie-Forschung unter jungen Wissenschaftlern (Alter unter 40 Jahren) in Deutschland anzuspornen. Mittlerweile ist es eine internationale Auszeichnung für die beste wissenschaftliche und klinische Forschung zur Weiterentwicklung der Epileptologie. Sie ist mit 20.000 Euro dotiert und wird alle zwei Jahre verliehen.
Bisherige Preisträger sind:
- 1963: Hermann Doose, Deutschland;[7], Deutschland
- 1964: Leonie Stollreiter, Deutschland
- 1965: Friedrich Vogel, Deutschland; Heinz Häfner, Deutschland; Klaus Diebold, Deutschland; Hubertus Tellenbach, Deutschland; Uroš Jovanović, Deutschland
- 1966: Rolf Kruse, Deutschland
- 1967: Gerhard Koch, Deutschland; Alfred Leder, Schweiz
- 1968: Dieter Janz, Deutschland
- 1969: Gerhard Schorsch, Deutschland
- 1970: Gerhard Veith, Deutschland
- 1971: Ansgar Matthes, Deutschland
- 1972: Rudolf Dreyer, Deutschland
- 1973: Heinz Caspers und Erwin-Josef Speckmann, Deutschland
- 1974: Wolfgang Ehrengut, Deutschland; Helmut Heintel, Deutschland
- 1975: Gerhard S. Barolin, Erich Scherzer und Gernot Schnabert, Österreich; Cordula Nitsch, Schweiz
- 1976: keine Preisvergabe
- 1977: Hans Dieter Lux und Uwe Heinemann, Deutschland
- 1978: Hellmuth Petsche, Österreich; Alan Richens, England
- 1979: Pierre Gloor, Kanada; Otto Creutzfeldt, Deutschland
- 1980/1981: Colin D. Binnie, England; Brian S. Meldrum, England
- 1982: Jerome Engel Jr, USA
- 1983: Christian E. Elger, Deutschland; George Kostopoulos, Griechenland
- 1984: Solomon L. („Nico“) Moshé, USA; Jeffrey L. Noebels, USA;
- 1987: Charles E. Ribak, USA; Arthur Könnerth, Deutschland; Uwe Heinemann, Deutschland; Yoel Yaari, Israel; Lechoslaw Turski, Deutschland; Waldemar A. Turski, Polen; Esper A. Cavalheiro, Brasilien
- 1989: Gregory L. Holmes, USA; Eli M. Mizrahi, USA
- 1991: Michael M. Segal, USA
- 1993: Wolfgang Löscher, Dagmar A. Hönack und Chris Rundfeldt, Deutschland
- 1995: Massimo Avoli, Kanada
- 1997: Thomas Sander, Deutschland; Gertrud Beck-Mannagetta, Deutschland; Ortrud Steinlein, Deutschland
- 1999: Heinz Beck, Deutschland; Marco de Curtis, Italien; Istvan Mody, USA
- 2001: Matthias Koepp, England; Friedrich G. Wörmann, Deutschland
- 2003: Rüdiger Köhling, Deutschland
- 2005: József Janszky, Ungarn; Heidrun Potschka, Deutschland
- 2007: Christophe Bernard, Frankreich; Alon Friedman, Israel
- 2009: Hrissanthi Ikonomidou, Deutschland; Ivan Soltesz, USA
- 2011: Eleonora Aronica, Niederlande
- 2013: Ding Ding, China
- 2015: Jeanne Paz, Frankreich
- 2017: Boris C. Bernhardt, Deutschland / Kanada
- 2019: Stéphanie Baulac, Frankreich; Birgit Frauscher, Österreich

### Social Accomplishment Award
Alle zwei Jahre würdigen das International Bureau for Epilepsy und die International League Against Epilepsy gemeinsam eine Einzelperson, die außergewöhnliche Aktivitäten mit dem Ziel sozialer Verbesserungen von Menschen mit Epilepsie betrieben haben. Die Empfängerin oder der Empfänger erhalten eine Schriftrolle und einen Scheck über 1.000 US-Dollar und werden darüber hinaus eingeladen, am internationalen Epilepsie-Kongress teilzunehmen um den Preis entgegenzunehmen.
Bisherige Preisträger sind:
- 2019  Carlos Acevedo, Chile
- 2017  Susan Axelrod, USA
- 2015 Shunglon Lai, Taiwan
- 2013 Jane Hanna, England
- 2011 Pravina Shah, Indien
- 2009 Michael D. Hills, Neuseeland
- 2007 John G. Kirker, Irland
- 2005 Hanneke M. de Boer, Niederlande
- 2003 Chi-Wan Lai, Taiwan
- 2001 Chong Cheul Park, Süd-Korea
- 1999 Joan K. Austin, USA
- 1997 Kalyanasundaram Subra Mani, Indien
- 1995 Tony Coelho und Elizabeth Savage, USA
- 1993 Patricia A. Gibson, USA
- 1991 Caroline Pickering, Kenia
- 1989 Richard L. Masland, USA
- 1987 Nyrma Hernandez, USA
- 1985 Amparo Arcaya, Chile
- 1983 Ellen Grass, USA
- 1982 Gilbert C. van Wessem, Italien
- 1981 Lammert („Bert“) Harmen Brulleman, Niederlande
- 1980 George S. Burden, England

### EpilepsiaPreis
Der Epilepsia-Preis (ursprünglich Morris-Coole Epilepsia-Preis) wird jedes Jahr von der ILAE in Anerkennung für eine herausragende Forschungsarbeit, die im ILAE-Organ Epilepsia veröffentlicht wurde, verliehen. Er soll sowohl Exzellenz in der Epilepsie-Forschung anspornen als auch junge Forscher für hervorragende Beiträge zu diesem Gebiet belohnen. Preisträger erhalten 5.000 US-Dollar und eine Ehrennadel. Außerdem halten sie den Morris-Coole Epilepsia Festvortrag beim Auszeichnungs-Symposium während des Internationalen Epilepsie Kongresses.

## Präsidenten und Generalsekretäre
Präsident für 2017–2021 ist Sam(uel) Wiebe (Kanada), Generalsekretär ist Edward H. Bertram (USA).
Bisherige Präsidenten und Generalsekretäre waren und sind:
- 1909–1913   Präsident: Augusto Tamburini (1909–12), David F. Weeks (1912–1913); Generalsekretär: Louis J. J. Muskens
- 1935–1939   Präsident: William G. Lennox; Sekretär: Hans Iacob Schou
- 1939–1946   Präsident: William G. Lennox; Sekretär: Hans Iacob Schou
- 1946–1949   Präsident: William G. Lennox; Sekretär: Hans Iacob Schou
- 1949–1953   Präsident: Macdonald Critchley; Generalsekretär: Bernard Christian Ledeboer
- 1953–1957   Präsident: A. Earl Walker; Generalsekretär: Bernard Christian Ledeboer
- 1957–1961   Präsident: A. Earl Walker; Generalsekretär: Henri Gastaut
- 1961–1965   Präsident: Francis L. McNaughton; Generalsekretär: Henri Gastaut
- 1965–1969   Präsident: Albert M. Lorentz de Haas (1965–1967), Jerome K. Merlis (1967–1969); Generalsekretär: Henri Gastaut
- 1969–1973   Präsident: Henri Gastaut; Generalsekretär: Otto Magnus
- 1973–1977   Präsident: David D. Daly; Generalsekretär: J. Kiffin Penry
- 1977–1981   Präsident: J. Kiffin Penry; Generalsekretär: Francisco Rubio Donnadieu
- 1981–1985   Präsident: Mogens Dam; Generalsekretär: Fritz E. Dreifuss
- 1985–1989   Präsident: Fritz E. Dreifuss; Generalsekretär: Harry Meinardi
- 1989–1993   Präsident: Harry Meinardi; Generalsekretär: Roger J. Porter
- 1993–1997   Präsident: Edward H. Reynolds; Generalsekretär: Peter Wolf
- 1997–2001 Präsident: Jerome Engel Jr; Generalsekretär: Peter Wolf
- 2001–05   Präsident: Giuliano Avanzini; Generalsekretär: Natalio Fejerman
- 2005–09   Präsident: Peter Wolf; Generalsekretär: Solomon L. Moshé
- 2009–2013   Präsident: Solomon L. Moshé; Generalsekretär: Samuel Wiebe
- 2013–2017   Präsident: Emilio Perucca; Generalsekretärin: Helen Cross
- 2017–2021   Präsident: Samuel Wiebe, Generalsekretär: Edward H. Bertram